# Blettes à la voironnaise
Les blettes à la voironnaise sont un plat traditionnel isérois originaire, comme peut le laisser transparaître son nom, de la ville de Voiron, et essentiellement à base de côtes de blettes (ou côte de bette en arpitan).

## Bette ou blette
Commune dans les potagers de la région, comme dans une grande partie du sud-est de la France (on peut citer aussi entre autres la tourte de blettes, spécialité niçoise), la côte de blette reste un légume méconnu.

## Ingrédients et préparation
La recette originelle permettait de cuisiner ce légume de manière rapide ; en effet, la côte de bette était simplement débarrassée de sa verdure, coupée en morceaux et mise dans de l'eau bouillante pendant un quart d'heure. Ensuite, les côtes cuites étaient jetées dans une poêle, accommodées de beurre et assaisonnées de diverses manières (jus de viande, gruyère…).

## Accord mets/vin
Ce mets s'accompagne d'un vin rouge local comme un bugey, un vin des Allobroges , un isère ou un Savoie (AOC).